# Agricultura natural
Genèricament, i amb base en la definició d'agricultura de l'Acadèmia Valenciana de la Llengua i l'Institut d'Estudis Catalans, l'Agricultura Natural és el cultiu natural de la terra o el conjunt de tècniques i coneixements relatius al cultiu natural de la terra.
S'anomena Agricultura Natural, des del punt de vista ampli, a tota aquella activitat bàsica i pròpia d'un Ésser humà Natural i Conscient. Aquesta activitat; no només conté el significat de cultiu natural des del punt de vista genèric esmentat, que implica sembrar o plantar llavors i plantes i cuidar-les per obtenir un fruit saludable i just d'aquestes, mantenint el respecte per l'entorn i un equilibri sostenible tant en l'Ésser humà com en la Natura; sinó també conté, el conjunt d'accions humanes de vida, amb totes les seues implicacions, que fomenten i preserven aquest hàbitat que conviu en harmonia “Humà-Natura” (medi ambient Humà i no humà).

## Agricultura natural d'en Masanobu Fukuoka

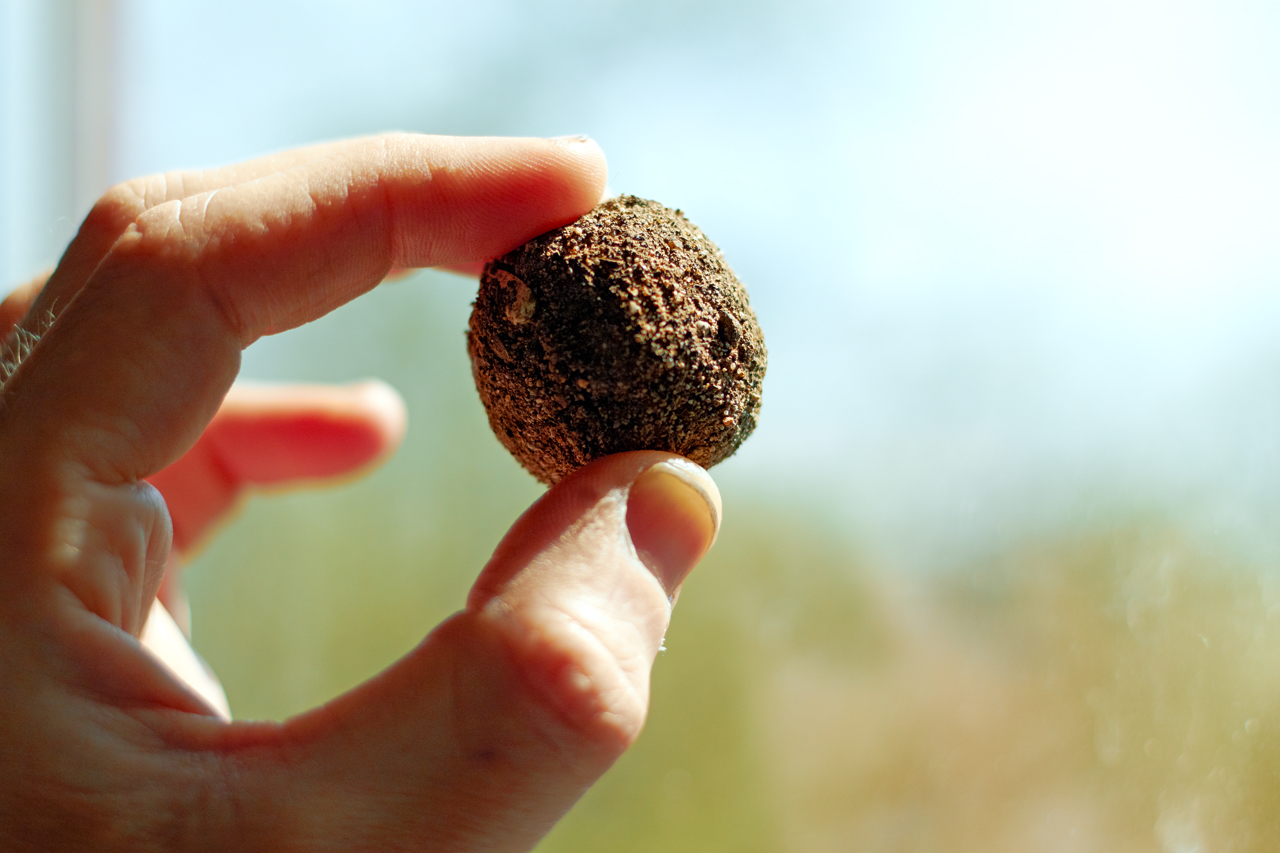
Nendo dango

Masanobu Fukuoka (2 de febrer de 1913 - 16 d'agost de 2008) va ser un agricultor, microbiòleg i filòsof japonès, autor de les obres La Revolució d'un Bri de Palla i La Senda natural del Cultiu Natural. En aquestes presenta les seues propostes per a una manera de fer agricultura anomenada agricultura natural o mètode Fukuoka, enquadrada dins de l'àmbit de la permacultura. L'essència del mètode de Fukuoka és reproduir les condicions naturals tan fidelment com siga possible de manera que el sòl s'enriqueix progressivament i la qualitat dels aliments conreats augmenta sense cap esforç afegit. Els principis de treball es basen en una filosofia taoista de no-fer (Wu Wei), o més exactament no intervenir o forçar les coses: no llaurar, no eliminar adventícies, no utilitzar ni herbicides ni pesticides, no podar, no emprar adobs ni fertilitzants i en el seu lloc utilitzar boles d'argila (nendo dango).
Principis bàsics primaris (de la filosofia pràctica bàsica d'en Fukuoka):
1. No llaurar. El sòl es conrea per si mateix, de manera natural, mitjançant la penetració de les arrels de les plantes i l'activitat de l'èdafon (microorganismes, fongs micorrízics i xicotets animals, particularment invertebrats com els cucs de terra).
2. No ús d'adobs químics, ni compost preparat.
3. No birbar mitjançant llaurada ni herbicides (les adventícies han de ser controlades, no eliminades)
4. No dependència de productes químics.
5. Cultivar el “no-fer” com a principi transcendent de la pràctica. El camí del “no-fer” o wu wei taoísta, comença des del primer moment que iniciem la pràctica amb l'objectiu d'aconseguir-ho. El “no-fer” significa el fer adequat amb el respecte que devem a la Natura. Açò implica la seua contemplació i acció consegüent d'aquesta contemplació, la qual cosa implica també, una simplificació del nostre esforç i treball de camp directe i un increment del treball positiu de la nostra ment. (El “no-fer” es troba amplament en els pilars de pensament d'en Fukuoka, amb Agricultura Natural Espanya s'incorpora ara com a principi bàsic, fent-ho materialitzable des del primer moment de la pràctica)

## Agricultura natural d'en Mokichi Okada
També és anomenada agricultura natural el projecte del filòsof japonès Mokichi Okada (1882-1955), el qual uneix medi ambient, alimentació i espiritualitat. El sistema utilitza els seus propis adobs orgànics i no utilitza fem. L'origen del projecte naix als anys 30. Ell preconitza la recerca de l'harmonia, la salut i la prosperitat entre els éssers vius com a fruit de la conservació de l'ambient natural i respecte de les seues lleis. M. Okada proposa reciclar els recursos naturals per enriquir el sòl, fer emanar la seua força i protegir les fonts d'aigua, creant un corrent sa que va des del sòl i aigua a les plantes, animals i éssers humans. Al Brasil és impulsada per la Fundació Mokichii Okada, des de 1979. La fundació també certifica els aliments, i divulga la tecnologia de la producció d'aliments saludables capacitant als agricultors.

## Agricultura Natural a Espanya
L'agricultura Natural, no obstant això, ha evolucionat hui dia, arran les bases fundacionals de la filosofia natural creada per en Masanobu Fukuoka i continuada, en els últims anys, a l'Estat Espanyol pel Juan Benítez Jamchen, nascut el 25 de juliol de 1967, agricultor natural, artista plàstic, filòsof i escriptor, autor de les obres "Vida Natural Consciente Parte I: La agricultura Natural" (2017) i "Estética de la Indeterminabilidad" (2008). El Jamchen és un iniciador del cultiu natural a l'Estat Espanyol, adaptant a les condicions de clima mediterrani els plantejaments fukuokians. Incorpora explícitament un cinquè principi bàsic, inherent a Fukuoka, relatiu al 'no-fer' als altres quatre, així com altres principis bàsics secundaris. Cal destacar la vocació transformadora de l'autor contribuint a anar donant forma a tot un moviment per una vida més conscient i natural, aglutinant múltiples propostes de territoris variats en interacció, diàleg i intercanvi d'experiències i sabers.
"Vida Natural Consciente, Parte I: la agricultura natural y Estética de la Indeterminabilidad", conté implicacions més obertes, tant filosòfica i espiritualment, com en el seu caràcter pràctic. Amb les seues propostes, es considera a l'agricultura Natural, des d'un punt de vista ample que aclareix i amplifica la definició genèrica, com tota aquella activitat bàsica i pròpia d'un Ésser humà Natural i Conscient. Aquesta activitat; no només conté el significat de cultiu natural des del punt de vista genèric esmentat, que implica sembrar o plantar llavors i plantes i cuidar-les per obtenir un fruit saludable i just d'aquestes, mantenint el respecte per l'entorn i un equilibri sostenible punt en l'Ésser humà com en la Natura; sinó també conté, el conjunt d'accions humanes de vida, amb totes les seues implicacions, que fomenten i preserven aquest hàbitat que conviu en harmonia “Humà-Naturalesa” (medi ambient Humà i no humà). D'aquesta manera, ambdues entitats, que des dels punts de vista artificials romanen separades, s'unifiquen en una sola entitat estable i d'evolució de Consciència, dins de tot el seu moviment d'impermanència de la llei Natural de causa i resultat. El conjunt de saviesa i coneixements filosòfics, espirituals i tècnics, dins de l'àmbit de l'agricultura natural, i dins d'una Vida Natural conscient, que la sosté i que aspira a transformar positivament totes les relacions entre Humà i la Natura, es basen en cinc principis bàsics primaris i tres secundaris:
Principis bàsics secundaris (una altra de les novetats agregades pel Jamchen, i que recolzen i fan aprofundir molts dels pensaments fukuokians. Es consideren igual d'importants que els bàsics, però s'estableixen secundaris, inicialment, des de la cultura occidental, per les transicions en què estem immersos i les implicacions socials o d'ideals que poden contenir de manera general, encara que siguen practicats de manera individual):
1. El coneixement, la recreació i la preservació del bosc Natural d'aliments (bNa) o bosc natural comestible (bNc), com l'hàbitat equilibrat d'un Ésser humà Natural i Conscient. La revolució expressada pel Jamchen del “des d'endins cap a fora” són parts principals dels sistemes de pràctica de bNa i els principis d'aquesta pràctica els trobem en la filosofia de treballar sempre des de l'interior per expandir-se a poc a poc, mantenint el centre vital que ho genera tot, des d'un arbre a tots els altres arbres i plantes, així com a la resta d'éssers vius i no vius dins de tot l'ecosistema. D'aquesta manera, els processos vitals de l'humà conviuen harmònics des de l'interior “Natural-conscient”, que no perd el seu centre i es va unificant-se amb altres centres, per formar un gran bNa i un ésser humà Natural i Conscient. Els sistemes de reforestació amb el bNa des de les parcel·les individuals, que s'estenen des de la filosofia del “des d'endins cap a fora”, formen part dels processos de recuperació de l'hàbitat natural a un estat de clímax equilibrat per al cultiu i la vida natural. I impliquen: L'oxigenació i regeneració de la terra i el cel, la generació de la pluja, els estats climàtics naturals, els rius i els aqüífers, etc., així com la mateixa recuperació de l'estat harmònic interior humà. La incorporació dels arbres, arbusts i plantes de cobertures, silvestres o “ornamentals”, juntament amb la incorporació dels estats contemplatius, són les claus per al procés de regeneració d'aquest hàbitat i la ment positiva i natural humana. El bosc Natural d'aliments, com un tot equilibrat, natural i conscient que és, puga autosostenir-se amb o sense la intervenció humana, en el cas que siga abandonat. Perquè açò siga possible, ha d'estar compost d'arbres fruiters, arbres lleguminosos i arbres “ornamentals” o silvestres, en les parts aèries, i d'hortalisses, silvestres, lleguminoses i aromàtiques, en les cobertures mitjanes i baixes, de tal manera que el bNa es trobe connectat des de totes bandes, des de la terra a l'aire. Els humans ajudem al fet que es construïsca sense buscar la imitació, deixant que seguisca la seua tendència natural amb l'Humà inclòs, que es deixa portar pel que comunica tota la Natura, seguint el seu ritme i esquema creatiu que ja té. D'aquesta manera, es conjuga en plena harmonia, amb la nostra activitat creativa natural també.
2. El coneixement i l'ensinistrament d'una Vida Natural Conscient, que impliquen el decreixement gradual del consum artificial i la dependència del sistema de capitals, un major coneixement i execució en la construcció natural i conscient d'immobles, recers i vestimentes, de no escombraries artificials contaminants, de la criança natural, i d'altres pràctiques naturals de vida. Moltes d'aquestes s'agermanen i unifiquen amb alguns dels objectius de la Permacultura i el que ha esdevingut a anomenar-se l'ecologia profunda, així com amb cosmogonies de pobles humans originaris i, fins i tot, d'altres pobles, emmarcats a certs moments de la història, com els pobles lliures del nord de la península Ibèrica durant l'alta edat mitjana, entre d'altres.
3. El tarannà obert i integrador de l'Agricultura Natural que recolza la incorporació dels estats transicionals que aspiren a la pràctica Natural autèntica (dins d'aquestes incorporacions es troben tots aquells corrents agricultores actuals que poden, voluntàriament, trobar-se en transició cap a l'Agricultura Natural, com són l'agricultura ecològica, l'agroecologia, la biodinàmica, entre altres). Aquesta tercera consideració es troba enllaçada amb el principi transcendent fukuokià, ja que, un agricultor natural ho és des del primer moment en què decideix ser-ho, per això, encara que hi ha distinció clara entre relatiu i absolut, no es contempla des d'aquesta separació, perquè l'absolut cobra importància des del primer moment en què es posa la voluntat d'estar ací. Com a base a aquest argument es creen, des de l'agricultura natural, els estats de transició. Aquesta transició és el que permet estar en l'estat absolut des d'un primer moment i per això, el “no-fer” es converteix en principi bàsic.

## Galeria

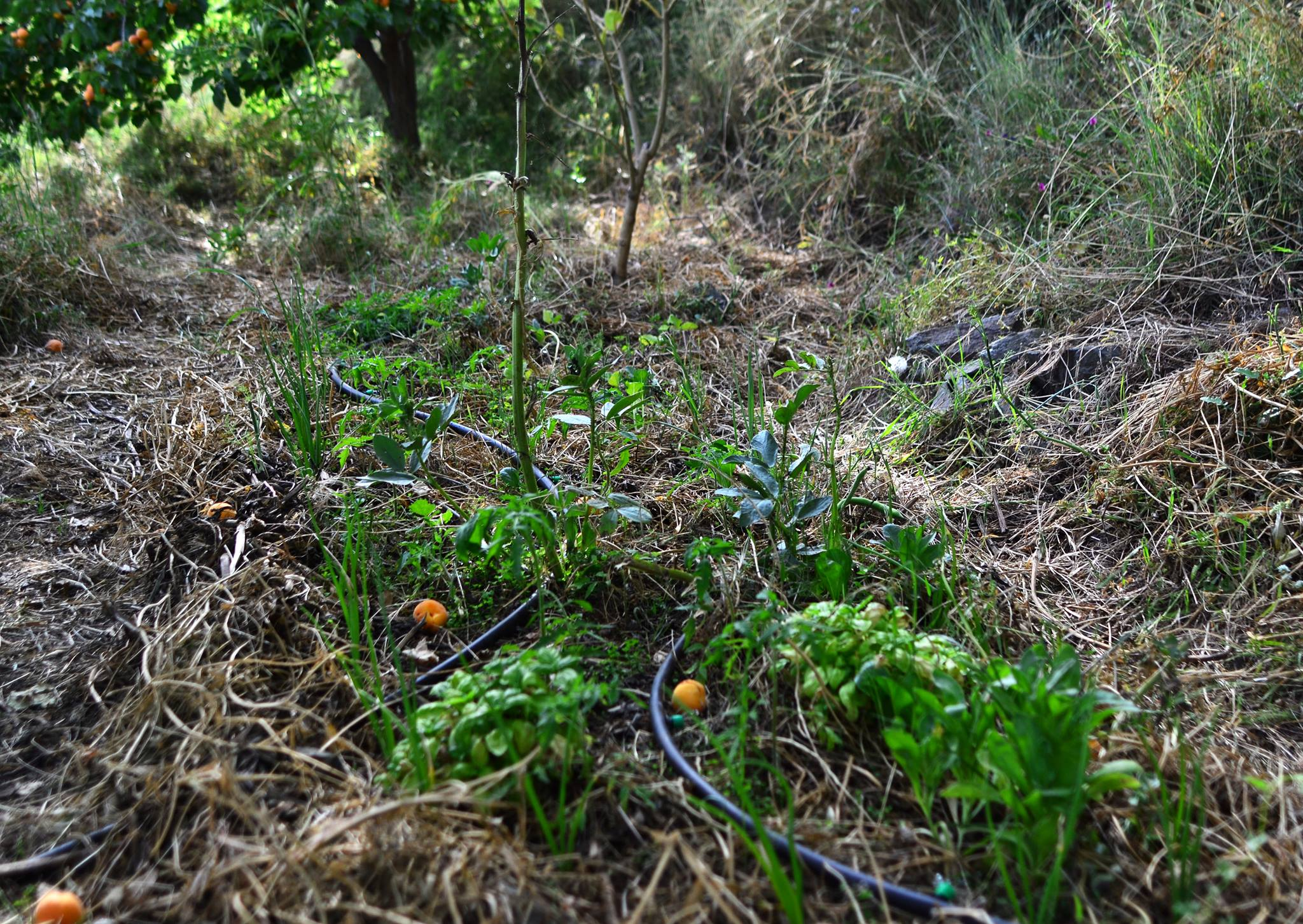
Bancal d'hortalisses sota un albercoquer.
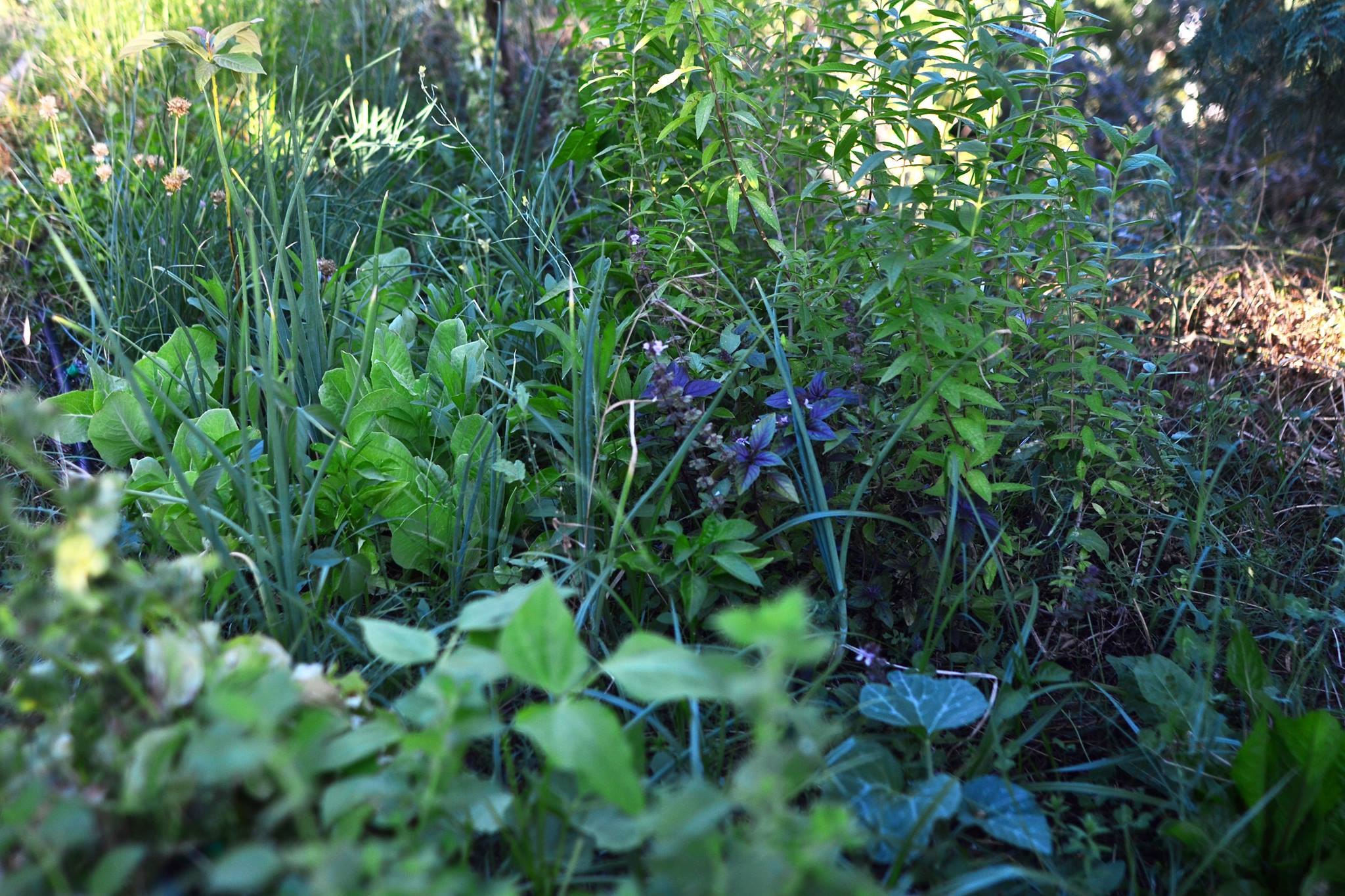
Bancal d'hortalisses a la semisombra d'un lledoner.
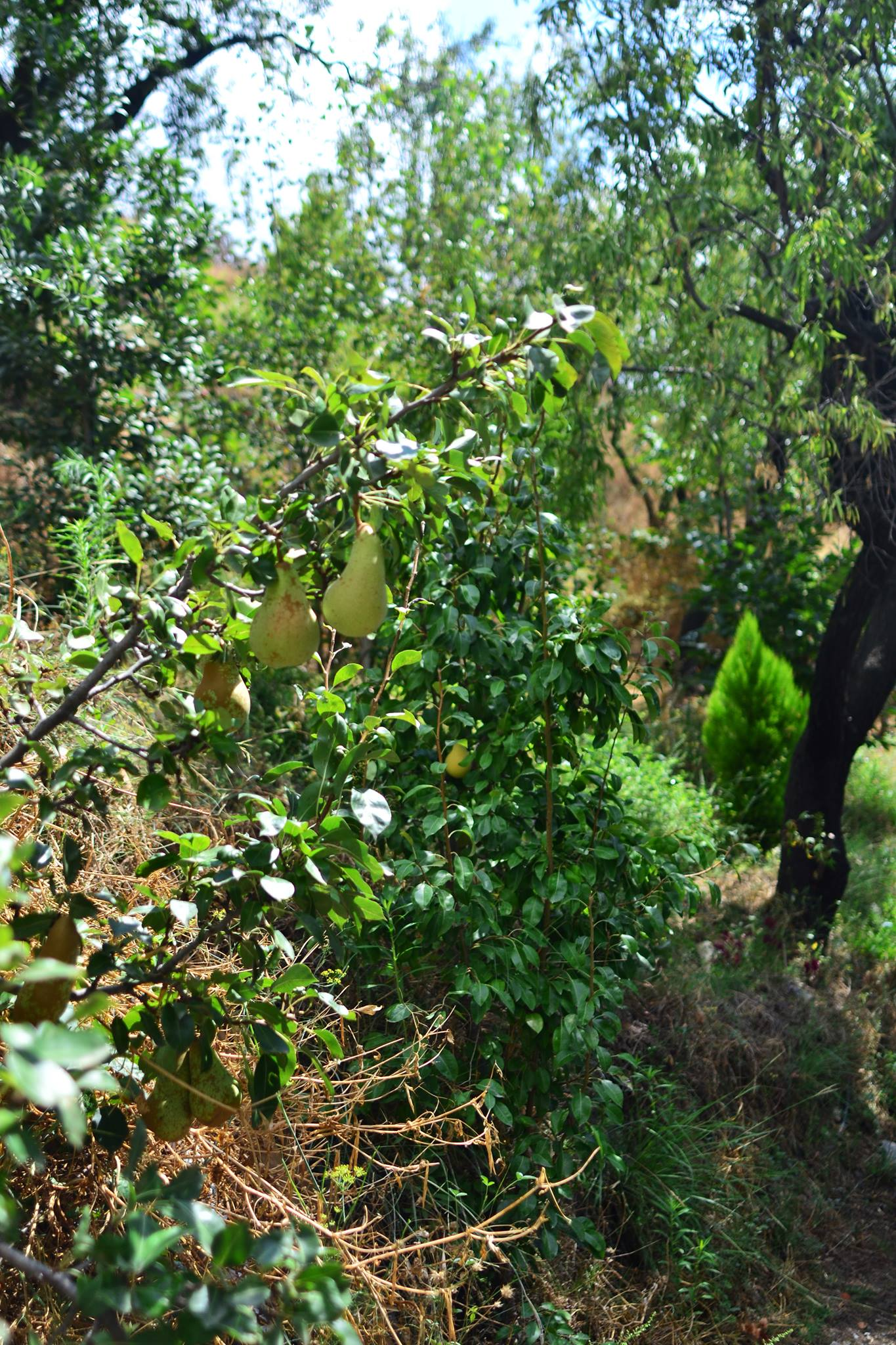
Perera en cultiu natural.
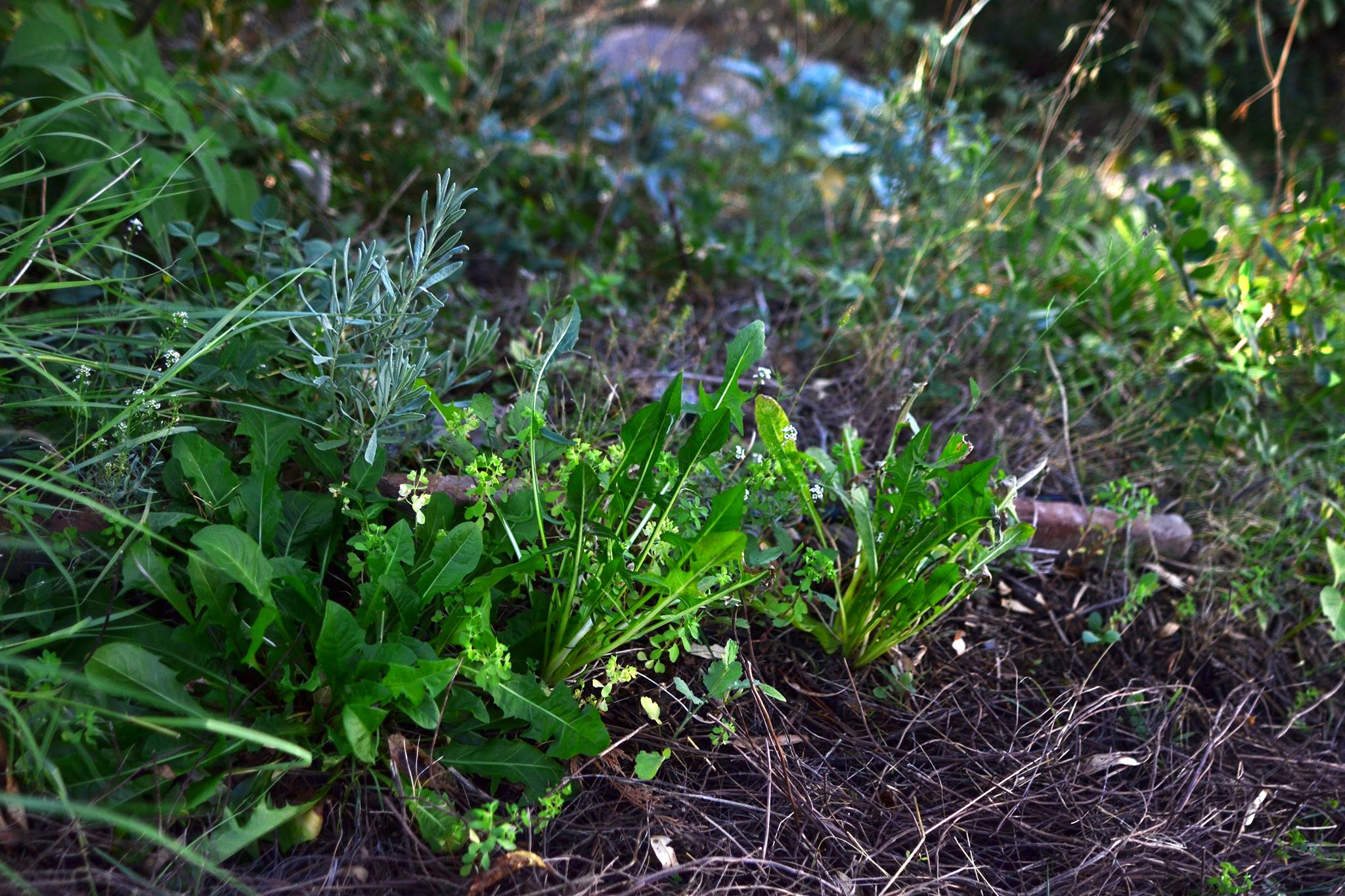
Bancal d'hortalisses en la primera fase, amb dent de lleó i xicòria.
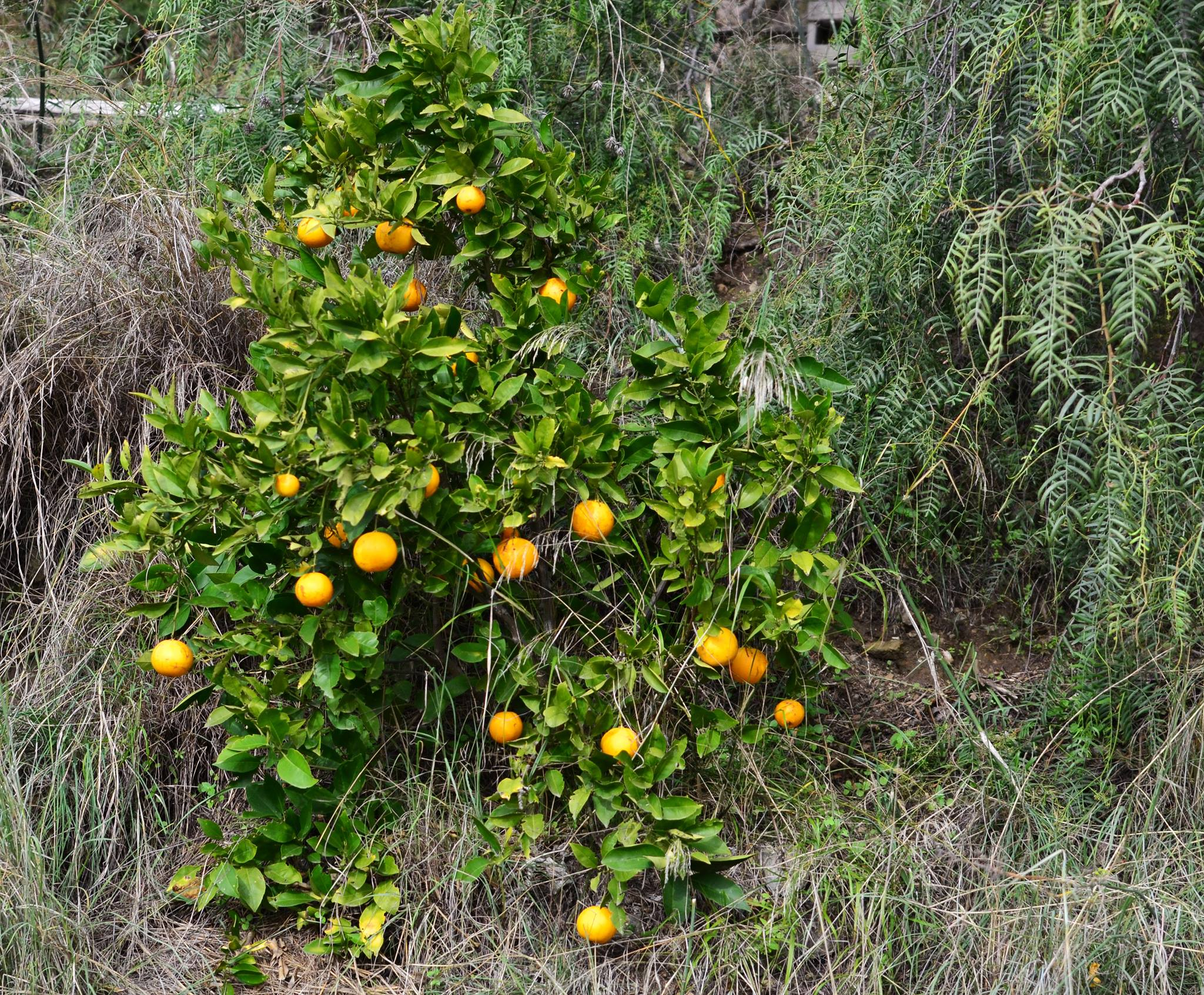
Taronger en cultiu natural: sense poda ni reg directe.
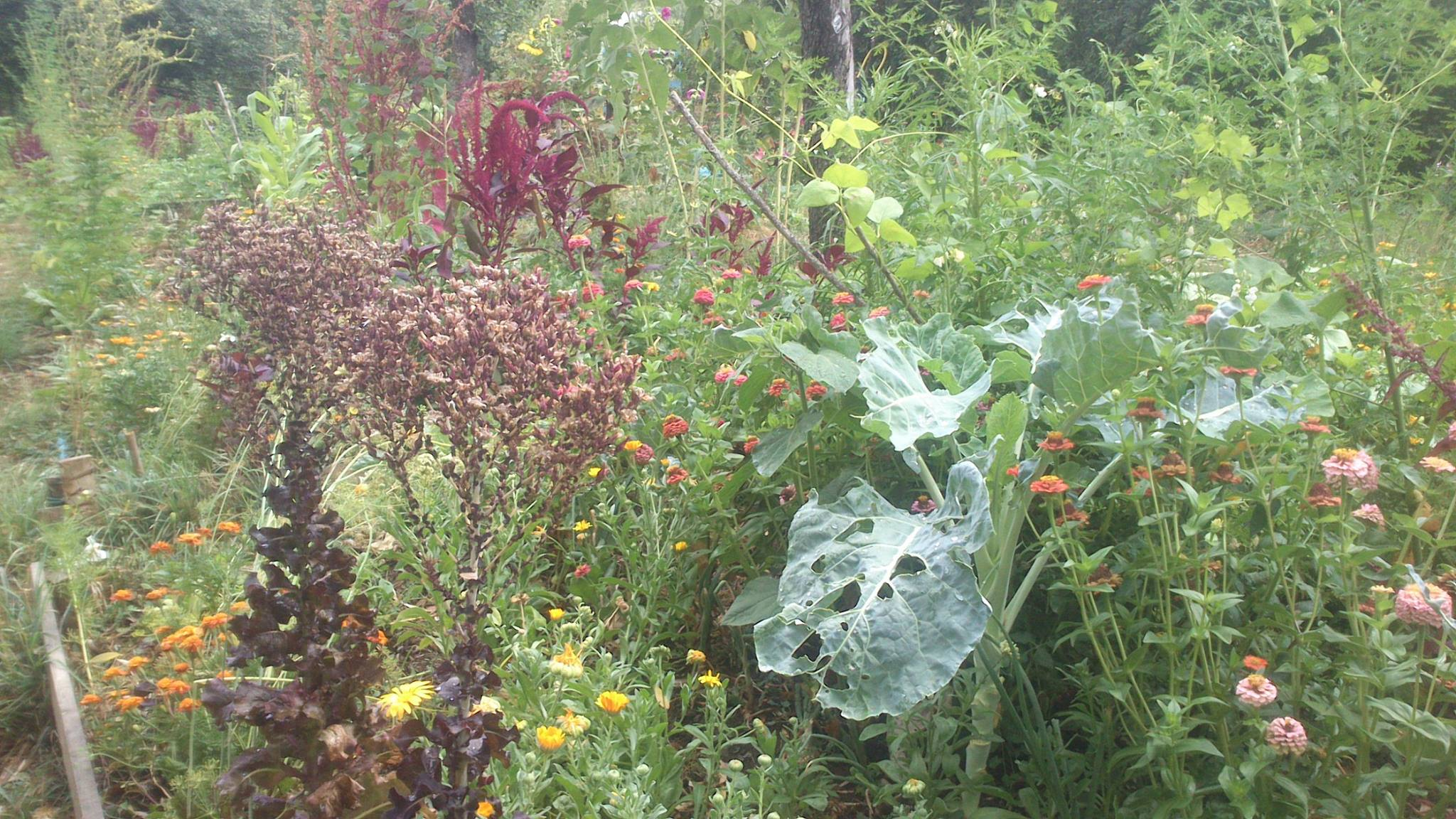
Hort en cultiu natural.
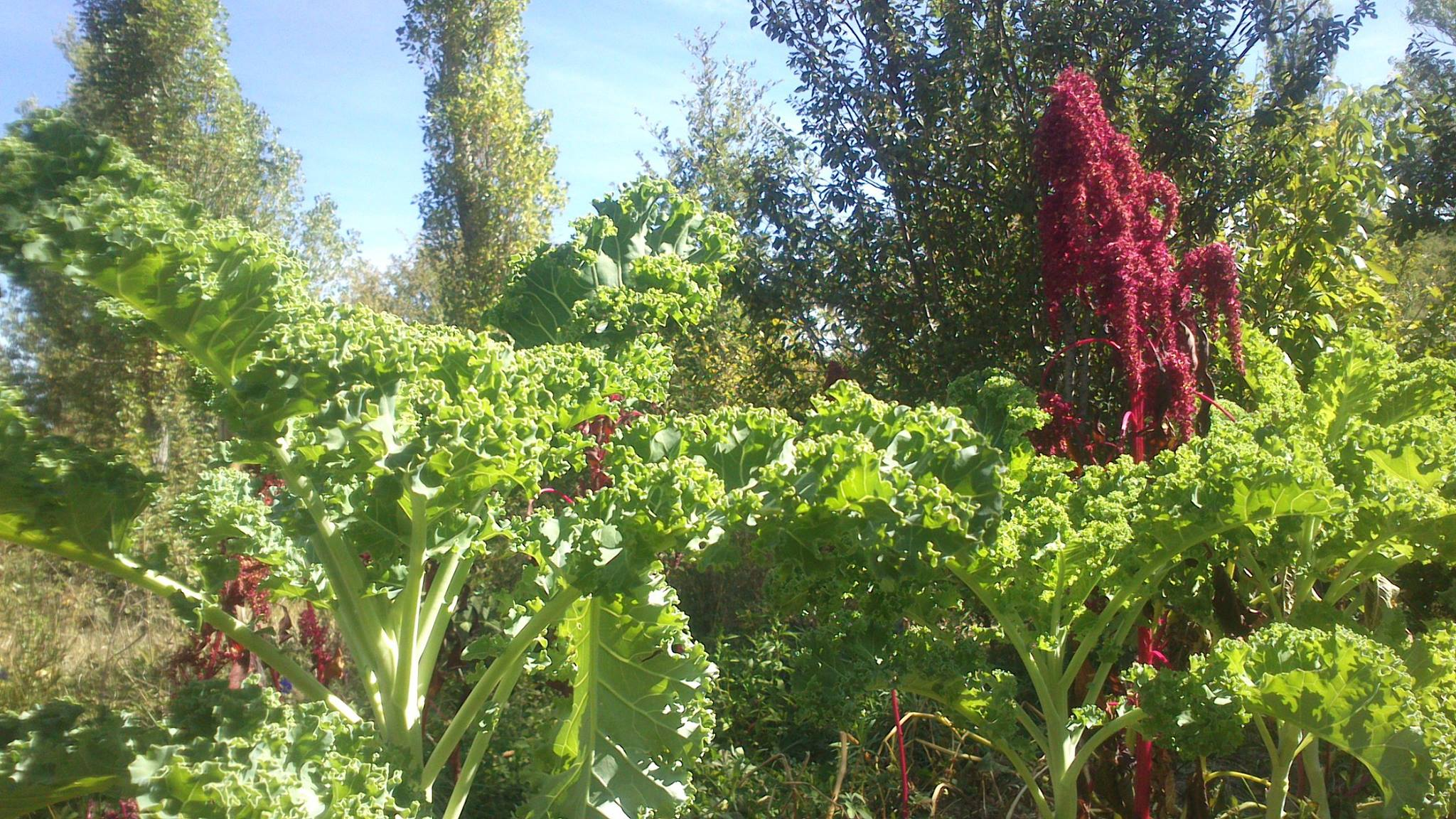
Col crespa i Amaranthus cruentus fructificat.
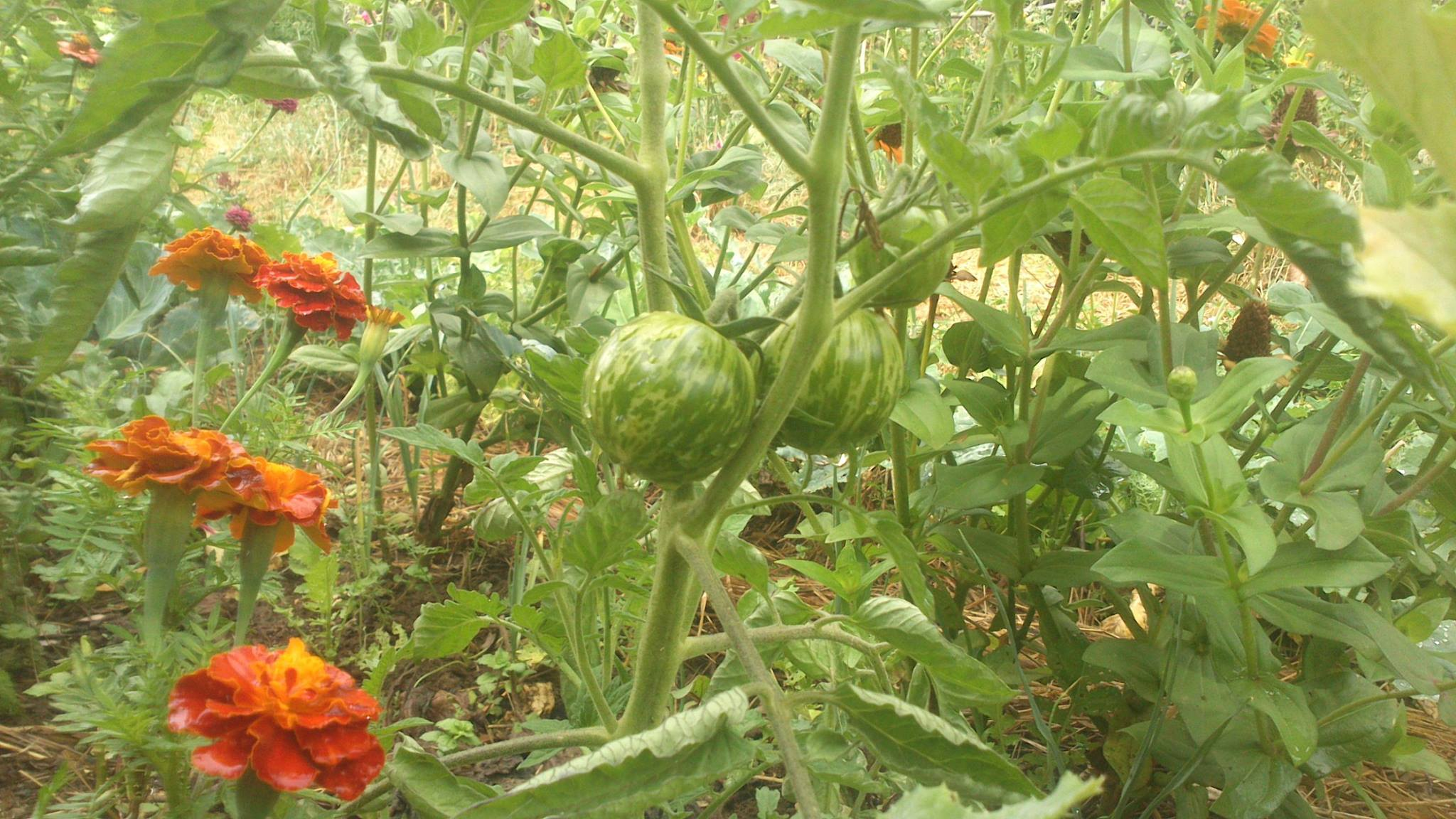
Tomàquet zebra verd amb clavell de moro.